# Wolverhampton Wanderers F.C. mùa giải 2022–23
Mùa giải 2022-23 là mùa giải thứ 145 trong lịch sử CLB Wolverhampton Wanderers và cũng là mùa giải thứ năm liên tiếp đội bóng này chơi ở Giải bóng đá Ngoại hạng Anh. Cùng với giải Ngoại hạng, đội bóng cũng tranh tài ở hai đấu trường cúp, đó là FA Cup và EFL Cup.
Đội sẽ tiếp tục được dẫn dắt bởi HLV Bruno Lage trong mùa giải thứ hai liên tiếp của ông tại Wolves. Mùa giải này sẽ bắt đầu vào ngày 6 tháng 8 năm 2022 và kết thúc vào ngày 28 tháng 5 năm 2023.
Ngày 2 tháng 10, Wolves chia tay với huấn luyện viên Bruno Lage sau hơn một năm nắm quyền tại đội bóng.  Wolves bổ nhiệm tân thuyền trưởng mới vào ngày 5/11, 5 tuần sau khi Lage bị sa thải, người ngồi vào chiếc ghế nóng của đội bóng là Julen Lopetegui. 

## Đội hình
Tính đến ngày 1 tháng 2 năm 2023
| Số       | Tên                      | Vị trí   | Tuổi    | Hợp đồng                | Gia nhập | Mua từ            | Phí           | Nguồn    |
| Thủ môn  | Thủ môn                  | Thủ môn  | Thủ môn | Thủ môn                 | Thủ môn  | Thủ môn           | Thủ môn       | Thủ môn  |
| -------- | ------------------------ | -------- | ------- | ----------------------- | -------- | ----------------- | ------------- | -------- |
| 1        | José Sá                  | GK       | 30      | 2026                    | 2021     | Olympiacos        | £6,25m        | [ 5 ]    |
| 25       | Daniel Bentley           | GK       | 29      | 2025                    | 2023     | Bristol City      | £50k          | [ 6 ]    |
| Hậu vệ   |                          |          |         |                         |          |                   |               |          |
| 3        | Rayan Aït-Nouri          | LWB      | 21      | 2026                    | 2021     | Angers            | £9,5m         | [ 7 ]    |
| 4        | Nathan Collins           | CB/RB    | 21      | 2027                    | 2022     | Burnley           | Không tiết lộ | [ 9 ]    |
| 15       | Craig Dawson             | CB       | 32      | 2025                    | 2023     | West Ham          | £3,3m         | [ 11 ]   |
| 19       | Jonny                    | LWB/RWB  | 28      | 2025                    | 2019     | Atlético Madrid   | £15m          | [ 13 ]   |
| 22       | Nélson Semedo            | RWB      | 29      | 2023                    | 2020     | Barcelona         | £36,8m        | [ 14 ]   |
| 23       | Max Kilman (Đội phó)     | CB       | 25      | 2026                    | 2018     | Maidenhead United | Không tiết lộ | [ 16 ]   |
| 24       | Toti                     | CB       | 24      | 2027                    | 2020     | Estoril           | £860k         | [ 18 ]   |
| 64       | Hugo Bueno               | LWB      | 20      | 2026                    | Học viện | Học viện          | Học viện      | Học viện |
| Tiền vệ  |                          |          |         |                         |          |                   |               |          |
| 5        | Mario Lemina             | CM       | 29      | 2025                    | 2023     | OGC Nice          | £9m           | [ 20 ]   |
| 6        | Boubacar Traoré          | CM       | 21      | Mượn từ FC Metz         | 2022     | FC Metz           | Mượn          | [ 21 ]   |
| 8        | Rúben Neves (Đội trưởng) | CM       | 25      | 2024                    | 2017     | Porto             | £15,8m        | [ 23 ]   |
| 27       | Matheus Nunes            | CM       | 24      | 2027                    | 2022     | Sporting CP       | Không tiết lộ | [ 24 ]   |
| 28       | João Moutinho (Đội phó)  | CM       | 36      | 2023                    | 2018     | Monaco            | £5m           | [ 26 ]   |
| 35       | João Gomes               | CM       | 21      | 2028                    | 2023     | Flamengo          | £15m          | [ 27 ]   |
| 59       | Joe Hodge                | CM       | 20      | 2024                    | 2021     | Man City          | Không tiết lộ | [ 28 ]   |
| Tiền đạo |                          |          |         |                         |          |                   |               |          |
| 7        | Pedro Neto               | LW       | 22      | 2027                    | 2019     | Lazio             | Không tiết lộ | [ 30 ]   |
| 9        | Raúl Jiménez             | ST       | 31      | 2024                    | 2019     | Benfica           | £30m          | [ 32 ]   |
| 10       | Daniel Podence           | LW       | 27      | 2024                    | 2020     | Olympiacos        | £16,9m        | [ 33 ]   |
| 11       | Hwang Hee Chan           | LW/ST    | 26      | 2026                    | 2022     | Leipzig           | £11,9m        | [ 34 ]   |
| 12       | Matheus Cunha            | CF/ST    | 23      | Mượn từ Atletico Madrid | 2023     | Atletico Madrid   | Mượn          | [ 35 ]   |
| 18       | Saša Kalajdžić           | ST       | 25      | 2027                    | 2022     | VfB Stuttgart     | Không tiết lộ | [ 36 ]   |
| 20       | Chiquinho                | RW (RWB) | 22      | 2026                    | 2022     | Estoril           | £2,9m         | [ 37 ]   |
| 21       | Pablo Sarabia            | RW       | 30      | 2025                    | 2023     | PSG               | £4,4m         | [ 38 ]   |
| 29       | Diego Costa              | ST       | 34      | 2023                    | 2022     | Atlético Mineiro  | CNTD          | [ 39 ]   |
| 37       | Adama Traoré             | RW       | 26      | 2023                    | 2018     | Middlesbrough     | £18m          | [ 40 ]   |

## Ban huấn luyện
Từ ngày 14 tháng 11 năm 2022 
| Vị trí                     | Tên              |
| -------------------------- | ---------------- |
| Huấn luyện viên trưởng     | Julen Lopetegui  |
| Trợ lý huấn luyện viên     | Pablo Sanz       |
| Huấn luyện viên chuyên môn | Juan Peinado     |
| Huấn luyện viên chuyên môn | Edu Rubio        |
| Huấn luyện viên thủ môn    | Tony Roberts     |
| Huấn luyện viên thể lực    | Oscar Caro       |
| Huấn luyện viên thể lực    | Borja de Alba    |
| Chuyên viên phân tích      | Daniel Lopetegui |
| Trợ lý kĩ thuật            | Fran Garagarza   |

## Chuyển nhượng

### Mua

#### Mùa hè
| Ngày      | Vị trí | Quốc tịch        | Tên            | Mua từ           | Phí                 | Nguồn  |
| --------- | ------ | ---------------- | -------------- | ---------------- | ------------------- | ------ |
| 1/7/2022  | LW/ST  | Hàn Quốc         | Hwang Hee-chan | RB Leipzig       | £11,900,000         | [ 34 ] |
| 2/7/2022  | ST     | Anh              | Leon Chiwome   | AFC Wimbledon    | Không tiết lộ       | [ 42 ] |
| 2/7/2022  | ST     | Anh              | Dominic Plank  | Dorking          | Chuyển nhượng tự do | [ 43 ] |
| 12/7/2022 | CB     | Cộng hòa Ireland | Nathan Collins | Burnley          | £20,500,000         | [ 9 ]  |
| 8/8/2022  | LW     | Bồ Đào Nha       | Gonçalo Guedes | Valencia         | £27,500,000         | [ 44 ] |
| 18/8/2022 | CM     | Bồ Đào Nha       | Matheus Nunes  | Sporting CP      | £42,200,000         | [ 24 ] |
| 31/8/2022 | ST     | Áo               | Saša Kalajdžić | Stuttgart        | £15,400,000         | [ 36 ] |
| 2/9/2022  | CB     | Anh              | Alfie Pond     | Exeter City      | £500,000            | [ 45 ] |
| 12/9/2022 | ST     | Tây Ban Nha      | Diego Costa    | Atlético Mineiro | Chuyển nhượng tự do | [ 39 ] |

Chi:  £118,000,000

#### Mùa đông
| Ngày      | Vị trí | Quốc tịch   | Tên            | Mua từ       | Phí         | Nguồn  |
| --------- | ------ | ----------- | -------------- | ------------ | ----------- | ------ |
| 14/1/2023 | CM     | Gabon       | Mario Lemina   | OGC Nice     | £9,000,000  | [ 20 ] |
| 18/1/2023 | RW     | Tây Ban Nha | Pablo Sarabia  | PSG          | £4,400,000  | [ 38 ] |
| 22/1/2023 | CB     | Anh         | Craig Dawson   | West Ham     | £3,300,000  | [ 11 ] |
| 25/1/2023 | GK     | Anh         | Daniel Bentley | Bristol City | £50,000     | [ 6 ]  |
| 30/1/2023 | CM     | Brasil      | João Gomes     | Flamengo     | £15,000,000 | [ 27 ] |

Chi:  £31,750,000

### Mượn

#### Mùa hè
| Ngày     | Vị trí | Quốc tịch | Tên             | Mượn từ | Thời hạn     | Nguồn  |
| -------- | ------ | --------- | --------------- | ------- | ------------ | ------ |
| 1/9/2022 | CM     | Mali      | Boubacar Traoré | FC Metz | Hết mùa giải | [ 21 ] |

#### Mùa đông
| Ngày     | Vị trí | Quốc tịch | Tên           | Mượn từ         | Thời hạn     | Nguồn  |
| -------- | ------ | --------- | ------------- | --------------- | ------------ | ------ |
| 1/1/2023 | CF/ST  | Brasil    | Matheus Cunha | Atletico Madrid | Hết mùa giải | [ 35 ] |

### Gia hạn
| Ngày       | Vị trí | Quốc tịch        | Tên              | Thời hạn | Nguồn  |
| ---------- | ------ | ---------------- | ---------------- | -------- | ------ |
| 10/6/2022  | GK     | Anh              | Jackson Smith    | 2023     | [ 46 ] |
| 10/6/2022  | GK     | Anh              | Joe Young        | 2023     | [ 46 ] |
| 10/6/2022  | CB     | Anh              | Michael Agboola  | 2023     | [ 46 ] |
| 4/7/2022   | CM     | Bồ Đào Nha       | João Moutinho    | 2023     | [ 25 ] |
| 11/7/2022  | GK     | Montenegro       | Matija Šarkić    | 2025     | [ 47 ] |
| 12/7/2022  | RB     | Anh              | Marvin Kaleta    | 2024     | [ 48 ] |
| 19/7/2022  | ST     | Bồ Đào Nha       | Fábio Silva      | 2026     | [ 49 ] |
| 28/7/2022  | RW     | Canada           | Theo Corbeanu    | 2026     | [ 50 ] |
| 29/7/2022  | CB     | Hà Lan           | Nigel Lonwijk    | 2025     | [ 51 ] |
| 13/10/2022 | CAM    | Wales            | Chem Campbell    | 2026     | [ 52 ] |
| 2/11/2022  | LWB    | Tây Ban Nha      | Hugo Bueno       | 2026     | [ 19 ] |
| 9/1/2023   | RB     | Jamaica          | Dexter Lembikisa | 2026     | [ 53 ] |
| 21/1/2023  | CM     | Cộng hòa Ireland | Joe Hodge        | 2027     | [ 54 ] |

### Bán

#### Mùa hè
| Ngày      | Vị trí | Quốc tịch        | Tên                | Bán cho            | Phí                 | Nguồn  |
| --------- | ------ | ---------------- | ------------------ | ------------------ | ------------------- | ------ |
| 30/6/2022 | GK     | Anh              | John Ruddy         | Birmingham City    | Giải phóng hợp đồng | [ 56 ] |
| 30/6/2022 | CB     | Maroc            | Romain Saïss       | Beşiktaş           | Giải phóng hợp đồng | [ 58 ] |
| 30/6/2022 | LWB    | Brasil           | Marçal             | Botafogo           | Giải phóng hợp đồng | [ 60 ] |
| 30/6/2022 | ST     | Cộng hòa Ireland | Conor Carty        | Bolton Wanderers   | Giải phóng hợp đồng | [ 60 ] |
| 30/6/2022 | CB     | Pháp             | Raphaël Nya        | Paris FC           | Giải phóng hợp đồng | [ 60 ] |
| 30/6/2022 | CB     | Áo               | Pascal Estrada     | Olimpija Ljubljana | Giải phóng hợp đồng | [ 60 ] |
| 30/6/2022 | GK     | Anh              | Jamie Pardington   | Grimsby Town       | Giải phóng hợp đồng | [ 60 ] |
| 30/6/2022 | ST     | Liberia          | Faisu Sangare      | Tự do              | Giải phóng hợp đồng | [ 60 ] |
| 1/7/2022  | LWB    | Bồ Đào Nha       | Rúben Vinagre      | Sporting CP        | £8,500,000          | [ 64 ] |
| 8/7/2022  | CM     | Anh              | Oliver Sweeney     | Burnley            | Chuyển nhượng tự do | [ 65 ] |
| 9/7/2022  | CAM    | Đức              | Meritan Shabani    | Grasshoppers       | Không tiết lộ       | [ 66 ] |
| 9/7/2022  | ST     | Azerbaijan       | Renat Dadashov     | Grasshoppers       | Không tiết lộ       | [ 66 ] |
| 19/8/2022 | CAM    | Anh              | Morgan Gibbs-White | Nottingham Forest  | £42,500,000         | [ 67 ] |
| 29/8/2022 | ST     | Ý                | Patrick Cutrone    | Como 1907          | Không tiết lộ       | [ 68 ] |
| 1/9/2022  | CB     | Bờ Biển Ngà      | Willy Boly         | Nottingham Forest  | £2,250,000          | [ 69 ] |
| 1/9/2022  | CM     | Bỉ               | Leander Dendoncker | Aston Villa        | £13,000,000         | [ 70 ] |

Thu:  £66,250,000

#### Mùa đông
| Ngày      | Vị trí | Quốc tịch        | Tên              | Bán cho           | Phí               | Nguồn  |
| --------- | ------ | ---------------- | ---------------- | ----------------- | ----------------- | ------ |
| 2/12/2022 | ST     | Brasil           | Léo Bonatini     | Atlético San Luis | Chấm dứt hợp đồng | [ 71 ] |
| 20/1/2023 | ST     | Ecuador          | Leonardo Campana | Inter Miami       | £2,500,000        | [ 72 ] |
| 23/1/2023 | CM     | Cộng hòa Ireland | Connor Ronan     | Colorado Rapids   | £500,000          | [ 73 ] |

Thu:  £3,000,000

### Cho mượn

#### Mùa hè
| Ngày      | Vị trí | Quốc tịch        | Tên                 | Cho mượn tới        | Thời hạn         | Nguồn  |
| --------- | ------ | ---------------- | ------------------- | ------------------- | ---------------- | ------ |
| 23/6/2022 | RWB    | Hà Lan           | Ki-Jana Hoever      | PSV                 | Hết mùa giải     | [ 74 ] |
| 23/6/2022 | LWB    | Anh              | Ryan Giles          | Middlesbrough       | Hết mùa giải     | [ 75 ] |
| 27/6/2022 | RWB    | Hungary          | Bendegúz Bolla      | Grasshoppers        | Hết mùa giải     | [ 76 ] |
| 1/7/2022  | GK     | Anh              | Louie Moulden       | Solihull Moors      | Tháng 1 năm 2023 | [ 77 ] |
| 5/7/2022  | CB     | Anh              | Dion Sanderson      | Birmingham City     | Hết mùa giải     | [ 78 ] |
| 8/7/2022  | CB     | Cộng hòa Ireland | Lewis Richards      | Harrogate Town      | Hết mùa giải     | [ 79 ] |
| 14/7/2022 | CM     | Anh              | Taylor Perry        | Cheltenham Town     | Hết mùa giải     | [ 80 ] |
| 19/7/2022 | ST     | Bồ Đào Nha       | Fábio Silva         | Anderlecht          | Hết mùa giải     | [ 49 ] |
| 28/7/2022 | RW     | Canada           | Theo Corbeanu       | Blackpool           | Hết mùa giải     | [ 50 ] |
| 29/7/2022 | CB     | Hà Lan           | Nigel Lonwijk       | Plymouth Argyle     | Hết mùa giải     | [ 51 ] |
| 8/8/2022  | CB     | Anh              | Conor Coady         | Everton             | Hết mùa giải     | [ 81 ] |
| 19/8/2022 | GK     | Cộng hòa Ireland | Joe O’Shaughnessy   | Bradford City       | Hết mùa giải     | [ 82 ] |
| 24/8/2022 | CM     | Bồ Đào Nha       | Bruno Jordão        | Santa Clara         | Hết mùa giải     | [ 83 ] |
| 26/8/2022 | GK     | Anh              | Joe Young           | Dartford            | Tháng 1 năm 2023 | [ 84 ] |
| 29/8/2022 | CM     | Anh              | Luke Cundle         | Swansea City        | Hết mùa giải     | [ 85 ] |
| 31/8/2022 | GK     | Iceland          | Pálmi Arinbjörnsson | Skeid FC            | Hết mùa giải     | [ 86 ] |
| 1/9/2022  | CB     | Bồ Đào Nha       | Christian Marques   | Forest Green Rovers | Hết mùa giải     | [ 87 ] |

#### Mùa đông
| Ngày      | Vị trí | Quốc tịch  | Tên             | Cho mượn tới      | Thời hạn         | Nguồn  |
| --------- | ------ | ---------- | --------------- | ----------------- | ---------------- | ------ |
| 6/1/2023  | GK     | Anh        | Joe Young       | Telford United    | Hết mùa giải     | [ 88 ] |
| 20/1/2023 | LW     | Bồ Đào Nha | Gonçalo Guedes  | Benfica           | Hết mùa giải     | [ 89 ] |
| 20/1/2023 | RW     | Canada     | Theo Corbeanu   | Arminia Bielefeld | Hết mùa giải     | [ 90 ] |
| 25/1/2023 | ST     | Bồ Đào Nha | Fábio Silva     | PSV               | Hết mùa giải     | [ 91 ] |
| 25/1/2023 | GK     | Montenegro | Matija Šarkić   | Stoke City        | Hết mùa giải     | [ 92 ] |
| 27/1/2023 | RB     | Hà Lan     | Ki-Jana Hoever  | Stoke City        | Hết mùa giải     | [ 93 ] |
| 27/1/2023 | GK     | Anh        | Jackson Smith   | Walsall           | Hết mùa giải     | [ 94 ] |
| 30/1/2023 | CAM    | Wales      | Chem Campbell   | Wycombe           | Hết mùa giải     | [ 95 ] |
| 2/2/2023  | CB     | Colombia   | Yerson Mosquera | FC Cincinnati     | Tháng 1 năm 2024 | [ 96 ] |

## Giao hữu tiền mùa giải
Thắng
      Hoà
      Thua
      Trận đấu
Vào ngày 15 tháng 6, Wolves đã công bố chuyến du đấu hè tại Alicante, Tây Ban Nha và cùng với đó là hai trận giao hữu với Alaves và Beşiktaş. Ngoài ra còn có các trận giao hữu kín với Forest Green Rovers, Burnley, Levante và Villarreal B.  Ở tuần cuối của tháng 7, Wolves sẽ di chuyển sang Bồ Đào Nha và chơi hai trận giao hữu với Sporting CP và SC Farense tại đó. 
| 2 tháng 7, 2022 Giao hữu                      | Wolves                           | 4-1      | Forest Green | Wolverhampton                                                    |  |
| 18:00 UTC+7                                   | Neto · Campbell · Adama · Jordão | Chi tiết |              | Sân vận động: Sir Jack Hayward Training Ground Lượng khán giả: 0 |  |
| Ghi chú: Trận giao hữu kín, không có khán giả |                                  |          |              |                                                                  |  |

| 9 tháng 7, 2022 Giao hữu                      | Wolves                            | 3-0      | Burnley | Wolverhampton                                                    |  |
| 18:30 UTC+7                                   | Gibbs-White · Podence · Chiquinho | Chi tiết |         | Sân vận động: Sir Jack Hayward Training Ground Lượng khán giả: 0 |  |
| Ghi chú: Trận giao hữu kín, không có khán giả |                                   |          |         |                                                                  |  |

| 21 tháng 7, 2022 Giao hữu | Alavés | 0-4      | Wolves                                                                     | La Nucia, Tây Ban Nha                    |  |
| 00:00 UTC+7 |        | Chi tiết | Jiménez 22' (ph.đ.) · Dendoncker 37' · Neto 43' · Podence 52' · Kilman 89' | Sân vận động: Estadi Olímpic Camilo Cano |  |
| Ghi chú: Đội hình xuất phát (4-3-3): Sarkic (GK) - Ait-Nouri - Boly - Coady (c) - Jonny - Moutinho - Neves - Dendoncker - Neto - Jimenez - Gibbs-White |        |          |                                                                            |                                          |  |

| 21 tháng 7, 2022 Giao hữu | Levante                                                     | 2-1      | Wolves                                | Alicante, Tây Ban Nha                                                                        |  |
| 15:30 UTC+7 | Martí 32' · Bardhi 35' · 44' · Leal 53' · Kochorashvili 59' | Chi tiết | Mosquera 35' · Podence 44' · Toti 83' | Sân vận động: Meliá Villaitana Lượng khán giả: 0 (Trận giao hữu kín) Trọng tài: Jorge Lajara |  |
| Ghi chú: Đội hình xuất phát (3-4-3): Smith (GK) - Toti - Mosquera - Collins - Bueno - Dendoncker - Ronan - Podence - Cundle - Gibbs-White (c) - Corbeanu |                                                             |          |                                       |                                                                                              |  |

| 24 tháng 7, 2022 Giao hữu | Beşiktaş                      | 0-3      | Wolves                                                                        | La Nucia, Tây Ban Nha                    |  |
| 00:00 UTC+7 | Weghorst 45+2' · Welinton 60' | Chi tiết | Jiménez 15' · Podence 29' · Neto 40' · Moutinho 45+2' · Neves 55' · Coady 85' | Sân vận động: Estadi Olímpic Camilo Cano |  |
| Ghi chú: Đội hình xuất phát (4-2-3-1): Smith (GK) - Ait-Nouri - Kilman - Collins - Jonny - Moutinho - Neves (c) - Neto - Podence - Gibbs-White - Jimenez |                               |          |                                                                               |                                          |  |

| 24 tháng 7, 2022 Giao hữu | Villarreal B                                   | 2-1      | Wolves            | Alicante, Tây Ban Nha                                                |  |
| 16:00 UTC+7 | Leal 23' · Ontiveros 48' (ph.đ.) · Iosifov 68' | Chi tiết | Mosquera 24', 48' | Sân vận động: Melia Villaitana Lượng khán giả: 0 (Trận giao hữu kín) |  |
| Ghi chú: Đội hình xuất phát (3-5-2): Storer (GK) - Mosquera - Coady (c) - Boly - Bueno - Ronan - Hodge - Griffiths - Lembikisa - Cundle - Corbeanu |                                                |          |                   |                                                                      |  |

| 31 tháng 7, 2022 Giao hữu | Sporting                                                         | 1-1      | Wolves                                                                                     | Algarve, Bồ Đào Nha                                   |  |
| 00:45 UTC+7 | P. Gonçalves 44' (ph.đ.) · Porro 48' · Paulinho 49' · Morita 50' | Chi tiết | Neves 15' (ph.đ.) · Aït-Nouri 48' · Podence 50' · Neto 62' · Moutinho 76' · Campbell 90+3' | Sân vận động: Estadio Algarve Trọng tài: Bruno Vieira |  |
| Ghi chú: Đội hình xuất phát (4-3-3): Jose Sa (GK) - Ait-Nouri - Kilman - Collins - Jonny - Moutinho - Neves (c) - Dendoncker - Neto - Podence - Gibbs-White |                                                                  |          |                                                                                            |                                                       |  |

| 1 tháng 8, 2022 Giao hữu | Farense                                 | 1-1 | Wolves                                         | Faro, Bồ Đào Nha               |  |
| 00:45 UTC+7 | Ponde 5' · Vitor 7' · Alves 63' · 90+4' |     | Coady 3' · Mosquera 32' · Hee Chan 56' (ph.đ.) | Sân vận động: Estadio São Luis |  |
| Ghi chú: Đội hình xuất phát (4-3-3): Smith (GK) - Toti - Coady (c) - Boly - Mosquera - Ronan - Hodge - Bueno - Cundle - Campbell - Hwang |                                         |     |                                                |                                |  |

## Giao hữu giữa mùa giải
Thắng
      Hoà
      Thua
      Trận đấu
Trong giai đoạn các giải đấu tạm ngừng để nhường chỗ cho World Cup 2022 tại Qatar, Wolves cũng như nhiều đội bóng khác sẽ chơi một vài trận giao hữu trong giai đoạn này với lực lượng là các cầu thủ không dự ngày hội bóng đá tại Qatar. Đội bóng dự định sẽ chơi một số trận đấu tại trại tập huấn ở Marbella, Tây Ban Nha, trước hết là chạm trán với đội bóng Ý, Empoli, sau đó là câu lạc bộ Cádiz. 
| 3 tháng 12, 2022 Giao hữu  | Wolves          | 2-2      | Birmingham | Wolverhampton              |  |
|                            | Costa · Podence | Chi tiết | ,          | Sân vận động: Compton Park |  |
| Ghi chú: Trận giao hữu kín |                 |          |            |                            |  |

| 9 tháng 12, 2022 Giao hữu | Empoli      | 1-1      | Wolves    | Marbella, Tây Ban Nha                   |  |
| 19:30 UTC+7 | Lammers 72' | Chi tiết | Bueno 27' | Sân vận động: La Quinta Football Fields |  |
| Ghi chú: Đội hình xuất phát (4-3-3): Sarkic (GK) - Bueno - Kilman - Collins - Semedo - B. Traore - Moutinho (c) - Hodge - Guedes - Costa - Adama |             |          |           |                                         |  |

| 14 tháng 12, 2022 Giao hữu | Cádiz CF                                 | 3-4      | Wolves                                                           | Cádiz, Tây Ban Nha                                           |  |
| 18:00 UTC+7 | Toti 10' (l.n.) · Alcaraz 56' · Álex 90' | Chi tiết | Garcia 2' (l.n.) · Collins 32' · Podence 38' · Fornes 76' (l.n.) | Sân vận động: Estadio Municipal de La Línea de la Concepción |  |
| Ghi chú: Đội hình xuất phát (5-2-3): Sarkic (GK) - Ait-Nouri - Kilman - Toti - Collins - Semedo - Moutinho (c) - Hodge - Podence - Costa - Adama |                                          |          |                                                                  |                                                              |  |

## Các giải đấu

### Kết quả chung
| Giải đấu       | Trận đấu đầu tiên | Trận đấu cuối cùng | Vòng đấu mở màn | Vị trí chung cuộc | Thành tích | Thành tích | Thành tích | Thành tích | Thành tích | Thành tích | Thành tích | Thành tích |
| Giải đấu       | Trận đấu đầu tiên | Trận đấu cuối cùng | Vòng đấu mở màn | Vị trí chung cuộc | ST         | T          | H          | B          | BT         | BB         | HS         | % thắng    |
| -------------- | ----------------- | ------------------ | --------------- | ----------------- | ---------- | ---------- | ---------- | ---------- | ---------- | ---------- | ---------- | ---------- |
| Ngoại hạng Anh | 6 tháng 8, 2022   | 28 tháng 5, 2023   | Vòng 1          | -                 | 26         | 7          | 6          | 13         | 19         | 35         | −16        | 026,92     |
| Cúp FA         | 8 tháng 1, 2023   | 18 tháng 1, 2023   | Vòng 3          | Vòng 3 (đá lại)   | 2          | 0          | 1          | 1          | 2          | 3          | −1         | 000,00     |
| Cúp EFL        | 24 tháng 8, 2022  | 12 tháng 1, 2023   | Vòng 2          | Tứ kết            | 4          | 3          | 1          | 0          | 6          | 2          | +4         | 075,00     |
| Tổng cộng      | Tổng cộng         | Tổng cộng          | Tổng cộng       | Tổng cộng         | 32         | 10         | 8          | 14         | 27         | 40         | −13        | 031,25     |

Cập nhật lần cuối: 4 tháng 3 năm 2023
Nguồn: Soccerway

### Giải bóng đá Ngoại hạng Anh

#### Bảng xếp hạng
| VT | Đội                     | ST | T  | H  | B  | BT | BB | HS  | Đ  | Giành quyền tham dự hoặc xuống hạng |
| -- | ----------------------- | -- | -- | -- | -- | -- | -- | --- | -- | ----------------------------------- |
| 11 | Crystal Palace          | 38 | 11 | 12 | 15 | 40 | 49 | −9  | 45 |                                     |
| 12 | Chelsea                 | 38 | 11 | 11 | 16 | 38 | 47 | −9  | 44 |                                     |
| 13 | Wolverhampton Wanderers | 38 | 11 | 8  | 19 | 31 | 58 | −27 | 41 |                                     |
| 14 | West Ham United         | 38 | 11 | 7  | 20 | 42 | 55 | −13 | 40 | Lọt vào vòng bảng Europa League     |
| 15 | Bournemouth             | 38 | 11 | 6  | 21 | 37 | 71 | −34 | 39 |                                     |

1. ↑  Được mua đứt vào mùa hè 2021.
2. ↑  Được cho là £20,5m. [10]
3. ↑  Được mua đứt vào tháng 1 năm 2019
4. ↑  Được chiêu mộ từ Areosa
5. ↑  Được cho là £42,2m. [24]
6. ↑  Wolves chiêu mộ bộ đôi Neto và Jordao với mức phí được cho là £18m. [30]
7. ↑  Được mua đứt vào năm 2019
8. ↑  Được mua đứt vào tháng 1 năm 2022
9. ↑  Được cho là £15.4m. [36]
10. ↑  Đã gia nhập Birmingham City sau khi giải phóng hợp đồng.[55]
11. ↑  Đã gia nhập Beşiktaş sau khi giải phóng hợp đồng. [57]
12. ↑  Đã gia nhập Botafogo sau khi giải phóng hợp đồng. [59]
13. ↑  Đã gia nhập Bolton Wanderers sau khi giải phóng hợp đồng. [61]
14. ↑  Đã gia nhập Paris FC sau khi giải phóng hợp đồng.
15. ↑  Đã gia nhập Olimpija Ljubljana sau khi giải phóng hợp đồng. [62]
16. ↑  Đã gia nhập Grimsby Town sau khi giải phóng hợp đồng. [63]
17. ↑  Đã gia nhập Atletico San Luis sau khi chấm dứt hợp đồng.
18. ↑  West Ham United đủ điều kiện tham dự vòng bảng Europa League do đã giành chức vô địch UEFA Europa Conference League 2022–23.

#### Kết quả tổng hợp
| Tổng thể | Tổng thể | Tổng thể | Tổng thể | Tổng thể | Tổng thể | Tổng thể | Tổng thể | Sân nhà | Sân nhà | Sân nhà | Sân nhà | Sân nhà | Sân nhà | Sân khách | Sân khách | Sân khách | Sân khách | Sân khách | Sân khách |
| ST       | T        | H        | B        | BT       | BB       | HS       | Đ        | T       | H       | B       | BT      | BB      | HS      | T         | H         | B         | BT        | BB        | HS        |
| -------- | -------- | -------- | -------- | -------- | -------- | -------- | -------- | ------- | ------- | ------- | ------- | ------- | ------- | --------- | --------- | --------- | --------- | --------- | --------- |
| 26       | 7        | 6        | 13       | 19       | 35       | −16      | 27       | 5       | 2       | 6       | 10      | 15      | −5      | 2         | 4         | 7         | 9         | 20        | −11       |

Cập nhật lần cuối: 4 tháng 3 năm 2023.

Nguồn: [Soccerway]

#### Kết quả theo vòng đấu
| Vòng    | 1  | 2  | 3  | 4  | 5  | 6  | 7  | 8  | 9  | 10 | 11 | 12 | 13 | 14 | 15 | 16 | 17 | 18 | 19 | 20 | 21 | 22 | 23 | 24 | 25 | 26 | 27 |
| ------- | -- | -- | -- | -- | -- | -- | -- | -- | -- | -- | -- | -- | -- | -- | -- | -- | -- | -- | -- | -- | -- | -- | -- | -- | -- | -- | -- |
| Sân     | A  | H  | A  | H  | A  | H  | H  | A  | A  | H  | A  | H  | A  | H  | H  | A  | H  | A  | H  | A  | H  | A  | H  | A  | A  | H  | A  |
| Kết quả | L  | D  | L  | D  | D  | W  | L  | L  | L  | W  | L  | L  | D  | L  | L  | W  | L  | D  | W  | L  | W  | W  | L  | D  | L  | W  |    |
| Vị trí  | 14 | 14 | 18 | 19 | 18 | 14 | 17 | 18 | 18 | 17 | 18 | 19 | 19 | 19 | 20 | 18 | 19 | 19 | 16 | 17 | 15 | 15 | 15 | 15 | 15 | 13 |    |
| Điểm số | 0  | 1  | 1  | 2  | 3  | 6  | 6  | 6  | 6  | 9  | 9  | 9  | 10 | 10 | 10 | 13 | 13 | 14 | 17 | 17 | 20 | 23 | 23 | 24 | 24 | 27 |    |

#### Các trận đấu
Thắng
      Hoà
      Thua
      Trận đấu
Lịch thi đấu được công bố vào ngày 16 tháng 6 năm 2022, và có thể sẽ được điều chỉnh trong mùa giải tuỳ vào tình hình thực tế. 
| 6 tháng 8, 2022 1 | Leeds                                                           | 2-1      | Wolves     | Leeds                                                                    |  |
| 21:00 UTC+7 | Harrison 20' · Rodrigo 24' · Aït-Nouri 74' (l.n.) · Adams 90+3' | Chi tiết | Podence 6' | Sân vận động: Elland Road Lượng khán giả: 36,347 Trọng tài: Robert Jones |  |
| Ghi chú: Đội hình xuất phát (4-2-3-1): Jose Sa (GK) - Ait-Nouri - Kilman - Collins - Jonny - Neves (c) - Dendoncker - Neto - Podence - Gibbs-White - Hwang |                                                                 |          |            |                                                                          |  |

| 13 tháng 8, 2022 2 | Wolves                                      | 0-0      | Fulham                                   | Wolverhampton                                                        |  |
| 21:00 UTC+7 | Podence 17' · Neves 36' · Gibbs-White 90+5' | Chi tiết | Palhinha 44' · Reed 50' · Mitrović 90+5' | Sân vận động: Molineux Lượng khán giả: 31,178 Trọng tài: John Brooks |  |
| Ghi chú: Đội hình xuất phát (4-2-3-1): Jose Sa (GK) - Ait-Nouri - Kilman - Collins - Jonny - Neves (c) - Dendoncker - Neto - Podence - Gibbs-White - Hwang |                                             |          |                                          |                                                                      |  |

| 20 tháng 8, 2022 3 | Tottenham                    | 1-0      | Wolves                            | London                                                                         |  |
| 18:30 UTC+7 | Højbjerg 12' · Kane 64', 67' | Chi tiết | Rayan Aït-Nouri 56' · Collins 67' | Sân vận động: Tottenham Hotspur Lượng khán giả: 61,298 Trọng tài: Simon Hooper |  |
| Ghi chú: Đội hình xuất phát (4-3-3): Jose Sa (GK) - Ait-Nouri - Kilman - Collins - Jonny - Moutinho - Neves (c) - Nunes - Guedes - Podence - Neto |                              |          |                                   |                                                                                |  |

| 28 tháng 8, 2022 4 | Wolves                            | 1-1      | Newcastle                     | Wolverhampton                                                         |  |
| 20:00 UTC+7 | Semedo 28' · Neves 38' · Neto 58' | Chi tiết | Schär 46' · Saint-Maximin 90' | Sân vận động: Molineux Lượng khán giả: 31,570 Trọng tài: Peter Bankes |  |
| Ghi chú: Đội hình xuất phát (4-3-3): Jose Sa (GK) - Jonny - Kilman - Collins - Semedo - Moutinho - Neves (c) - Nunes - Neto - Jimenez - Guedes |                                   |          |                               |                                                                       |  |

| 1 tháng 9, 2022 5 | Bournemouth           | 0-0      | Wolves    | Bournemouth                                                             |  |
| 01:30 UTC+7 | Neto 67' · Mepham 90' | Chi tiết | Neves 90' | Sân vận động: Vitality Lượng khán giả: 10,013 Trọng tài: Anthony Taylor |  |
| Ghi chú: Đội hình xuất phát (4-3-3): Jose Sa (GK) - Jonny - Kilman - Collins - Semedo - Moutinho - Neves (c) - Nunes - Neto - Jimenez - Guedes |                       |          |           |                                                                         |  |

| 3 tháng 9, 2022 6 | Wolves                                                              | 1-0      | Southampton                      | Wolverhampton                                                        |  |
| 21:00 UTC+7 | Jonny 27' · Podence 45+1' · Moutinho 76' · Neves 81' · Guedes 90+4' | Chi tiết | Diallo 45' · Bella-Kotchap 90+5' | Sân vận động: Molineux Lượng khán giả: 30,546 Trọng tài: John Brooks |  |
| Ghi chú: Đội hình xuất phát (4-3-3): Jose Sa (GK) - Ait-Nouri - Kilman - Collins - Jonny - Moutinho - Neves (c) - Nunes - Podence - Kalajdzic - Neto |                                                                     |          |                                  |                                                                      |  |

| 17 tháng 9, 2022 7 | Wolves                              | 0-3      | Man City                                          | Wolverhampton                                                           |  |
| 18:30 UTC+7 | Collins 33' · Nunes 65' · Neves 66' | Chi tiết | Grealish 1' · Rodri 13' · Haaland 16' · Foden 69' | Sân vận động: Molineux Lượng khán giả: 31,578 Trọng tài: Anthony Taylor |  |
| Ghi chú: Đội hình xuất phát (4-3-3): Jose Sa (GK) - Ait-Nouri - Kilman - Collins - Jonny - Moutinho - Neves (c) - Nunes - Podence - Guedes - Neto |                                     |          |                                                   |                                                                         |  |

| 1 tháng 10, 2022 8 | West Ham                                            | 2-0      | Wolves                   | London                                                              |  |
| 23:30 UTC+7 | Scamacca 29' · Rice 52' · Bowen 54' · Cresswell 83' | Chi tiết | Neves 14' · Moutinho 22' | Sân vận động: London Lượng khán giả: 62,437 Trọng tài: Paul Tierney |  |
| Ghi chú: Đội hình xuất phát (3-4-3): Jose Sa (GK) - Ait-Nouri - Kilman - Neves (c) - Jonny - Semedo - Moutinho - Nunes - Neto - Podence - Guedes |                                                     |          |                          |                                                                     |  |

| 8 tháng 10, 2022 9 | Chelsea                                                                  | 3-0      | Wolves | London                                                                       |  |
| 21:00 UTC+7 | Azpilicueta 22' · Havertz 45+3' · Pulisic 54' · Jorginho 60' · Broja 90' | Chi tiết |        | Sân vận động: Stamford Bridge Lượng khán giả: 39,940 Trọng tài: Simon Hooper |  |
| Ghi chú: Đội hình xuất phát (4-2-3-1): Jose Sa (GK) - Jonny - Toti - Kilman - Semedo - Moutinho (c) - Nunes - Guedes - Podence - Adama - Costa |                                                                          |          |        |                                                                              |  |

| 15 tháng 10, 2022 10 | Wolves                                        | 1-0      | Nottingham               | Wolverhampton                                                           |  |
| 21:00 UTC+7 | Neves 56' (ph.đ.) · Podence 80' · Hodge 90+7' | Chi tiết | Dennis 16' · McKenna 67' | Sân vận động: Molineux Lượng khán giả: 31,554 Trọng tài: Thomas Bramall |  |
| Ghi chú: Đội hình xuất phát (4-3-3): Jose Sa (GK) - Ait-Nouri - Toti - Kilman - Jonny - Moutinho - Neves (c) - Nunes - Podence - Costa - Adama |                                               |          |                          |                                                                         |  |

| 19 tháng 10, 2022 11 | Crystal Palace                                               | 2-1      | Wolves                    | London                                                                    |  |
| 02:15 UTC+7 | Ward 39' · Doucouré 45+4' · Eze 47' · Zaha 74' · Guéhi 90+1' | Chi tiết | Adama 31' · B. Traoré 39' | Sân vận động: Selhurst Park Lượng khán giả: 25,125 Trọng tài: David Coote |  |
| Ghi chú: Đội hình xuất phát (4-3-3): Jose Sa (GK) - Bueno - Kilman - Collins - Semedo - B. Traore - Neves (c) - Nunes - Podence - Costa - Adama |                                                              |          |                           |                                                                           |  |

| 23 tháng 10, 2022 12 | Wolves                | 0-4      | Leicester                                                         | Wolverhampton                                                           |  |
| 20:00 UTC+7 | Jonny 7' · Semedo 85' | Chi tiết | Tielemans 8' · Barnes 19' · Maddison 65' · Vardy 79' · Faes 90+3' | Sân vận động: Molineux Lượng khán giả: 31,483 Trọng tài: Michael Oliver |  |
| Ghi chú: Đội hình xuất phát (4-3-3): Jose Sa (GK) - Bueno - Kilman - Collins - Jonny - Moutinho - Neves (c) - Nunes - Podence - Costa - Adama |                       |          |                                                                   |                                                                         |  |

| 29 tháng 10, 2022 13 | Brentford                                          | 1-1      | Wolves                                                 | London                                                                                        |  |
| 21:00 UTC+7 | Mee 50' · Mbeumo 80' · Damsgaard 86' · Toney 90+3' | Chi tiết | Semedo 1' · Podence 30' · Neves 52', 84' · Costa 90+7' | Sân vận động: Sân vận động Cộng đồng Brentford Lượng khán giả: 17,051 Trọng tài: Bobby Madley |  |
| Ghi chú: Đội hình xuất phát (4-3-3): Jose Sa (GK) - Bueno - Kilman - Collins - Semedo - B. Traore - Neves (c) - Nunes - Podence - Costa - Adama |                                                    |          |                                                        |                                                                                               |  |

| 5 tháng 11, 2022 14 | Wolves                                                                  | 2-3      | Brighton                             | Wolverhampton                                                         |  |
| 22:00 UTC+7 | Guedes 12' · Neves 35' (ph.đ.) · Semedo 45+5' · Jonny 62' · Collins 65' | Chi tiết | Lallana 10' · Mitoma 44' · Gross 83' | Sân vận động: Molineux Lượng khán giả: 30,732 Trọng tài: Graham Scott |  |
| Ghi chú: Đội hình xuất phát (4-3-3): Jose Sa (GK) - Bueno - Kilman - Collins - Semedo - Moutinho - Neves (c) - B. Traore - Podence - Hwang - Guedes |                                                                         |          |                                      |                                                                       |  |

| 13 tháng 11, 2022 15 | Wolves                                   | 0-2      | Arsenal                                      | Wolverhampton                                                           |  |
| 02:45 UTC+7 | Toti 27' · B. Traoré 45+1' · Bueno 90+2' | Chi tiết | Partey 52' · Ødegaard 54', 75' · Gabriel 60' | Sân vận động: Molineux Lượng khán giả: 34,624 Trọng tài: Stuart Attwell |  |
| Ghi chú: Đội hình xuất phát (5-3-2): Jose Sa (GK) - Bueno - Toti - Kilman - Collins - Semedo - Moutinho - Neves (c) - B. Traore - Adama - Guedes |                                          |          |                                              |                                                                         |  |

| 26 tháng 12, 2022 16 | Everton                 | 1-2      | Wolves                                                                                    | Liverpool                                                                  |  |
| 22:00 UTC+7 | Mina 7' · Patterson 38' | Chi tiết | Podence 22', 61' · Kilman 64' · Neves 79' · Toti 81' · Costa 90' · Aït-Nouri 90+5', 90+6' | Sân vận động: Goodison Park Lượng khán giả: 39,252 Trọng tài: Craig Pawson |  |
| Ghi chú: Đội hình xuất phát (4-3-3): Jose Sa (GK) - Bueno - Kilman - Collins - Semedo - Moutinho - Neves (c) - Hodge - Podence - Costa - Hwang |                         |          |                                                                                           |                                                                            |  |

| 31 tháng 12, 2022 17 | Wolves     | 0-1      | Man United                                  | Wolverhampton                                                         |  |
| 19:30 UTC+7 | Semedo 26' | Chi tiết | Casemiro 57' · Fred 72' · Rashford 76', 88' | Sân vận động: Molineux Lượng khán giả: 31,658 Trọng tài: Robert Jones |  |
| Ghi chú: Đội hình xuất phát (4-3-3): Jose Sa (GK) - Bueno - Kilman - Collins - Semedo - Moutinho - Neves (c) - Nunes - Podence - Costa - Hwang |            |          |                                             |                                                                       |  |

| 5 tháng 1, 2023 18 | Aston Villa             | 1-1      | Wolves                                                | Birmingham                                                                |  |
| 03:00 UTC+7 | Ings 78' · Coutinho 82' | Chi tiết | Podence 12' · Hee Chan 36' · Kilman 45+1' · Costa 52' | Sân vận động: Villa Park Lượng khán giả: 39,978 Trọng tài: Jarred Gillett |  |
| Ghi chú: Đội hình xuất phát (4-3-3): Jose Sa (GK) - Bueno - Kilman - Collins - Semedo - Moutinho - Neves (c) - Nunes - Podence - Costa - Hwang |                         |          |                                                       |                                                                           |  |

| 14 tháng 1, 2023 19 | Wolves      | 1-0      | West Ham                | Wolverhampton                                                         |  |
| 22:00 UTC+7 | Podence 48' | Chi tiết | Aguerd 70' · Rice 90+3' | Sân vận động: Molineux Lượng khán giả: 31,511 Trọng tài: Simon Hooper |  |
| Ghi chú: Đội hình xuất phát (4-3-3): Jose Sa (GK) - Bueno - Kilman - Collins - Semedo - Moutinho - Neves (c) - Nunes - Podence - Cunha - Hwang |             |          |                         |                                                                       |  |

| 22 tháng 1, 2023 20 | Man City                                  | 3-0      | Wolves                  | Greater Manchester                                                         |  |
| 21:00 UTC+7 | Rodri 25' · Haaland 40', 50' (ph.đ.), 54' | Chi tiết | Kilman 10' · Lemina 13' | Sân vận động: Etihad Stadium Lượng khán giả: 53,282 Trọng tài: David Coote |  |
| Ghi chú: Đội hình xuất phát (4-3-3): Jose Sa (GK) - Bueno - Kilman - Collins - Semedo - Lemina - Neves (c) - Nunes - Hwang - Jimenez - Adama |                                           |          |                         |                                                                            |  |

| 4 tháng 2, 2023 21 | Wolves                                          | 3-0      | Liverpool | Wolverhampton                                                         |  |
| 22:00 UTC+7 | Matip 6' (l.n.) · Dawson 12', 45+4' · Neves 71' | Chi tiết | Gomez 75' | Sân vận động: Molineux Lượng khán giả: 31,664 Trọng tài: Paul Tierney |  |
| Ghi chú: Đội hình xuất phát (4-3-3): Jose Sa (GK) - Ait-Nouri - Kilman - Dawson - Semedo - Nunes - Neves (c) - Lemina - Hwang - Cunha - Sarabia |                                                 |          |           |                                                                       |  |

| 11 tháng 2, 2023 22 | Southampton                                        | 1-2      | Wolves                                                                       | Southampton                                                               |  |
| 22:00 UTC+7 | Alcaraz 25' · Ward-Prowse 35' · Maitland-Niles 37' | Chi tiết | Lemina 9' 27' · Semedo 23' · Aït-Nouri 30' · Bednarek 72' (l.n.) · Gomes 87' | Sân vận động: St. Mary's Lượng khán giả: 29,751 Trọng tài: Jarred Gillett |  |
| Ghi chú: Đội hình xuất phát (4-3-3): Jose Sa (GK) - Ait-Nouri - Kilman - Dawson - Semedo - Moutinho - Neves (c) - Lemina - Nunes - Cunha - Sarabia |                                                    |          |                                                                              |                                                                           |  |

| 18 tháng 2, 2023 23 | Wolves                                  | 0-1      | Bournemouth                                          | Wolverhampton                                                              |  |
| 22:00 UTC+7 | Aït-Nouri 72' · Gomes 74' · Sarabia 86' | Chi tiết | Billing 29' · Tavernier 49' · Smith 70' · Senesi 73' | Sân vận động: Molineux Lượng khán giả: 31,222 Trọng tài: Michael Salisbury |  |
| Ghi chú: Đội hình xuất phát (4-3-3): Jose Sa (GK) - Bueno - Kilman - Dawson - Semedo - Nunes - Neves (c) - Moutinho - Adama - Cunha - Sarabia |                                         |          |                                                      |                                                                            |  |

| 25 tháng 2, 2023 24 | Fulham                                   | 1-1      | Wolves      | London                                                                        |  |
| 03:00 UTC+7 | Palhinha 18' · Solomon 64' · Andreas 73' | Chi tiết | Sarabia 23' | Sân vận động: Craven Cottage Lượng khán giả: 24,399 Trọng tài: Michael Oliver |  |
| Ghi chú: Đội hình xuất phát (4-3-3): Jose Sa (GK) - Bueno - Kilman - Dawson - Semedo - Lemina - Neves (c) - Nunes - Cunha - Jimenez - Sarabia |                                          |          |             |                                                                               |  |

| 2 tháng 3, 2023 25 | Liverpool                                             | 2-0      | Wolves                                 | Liverpool                                                            |  |
| 03:00 UTC+7 | Bajcetic 15' · Fabinho 53' · van Dijk 73' · Salah 77' | Chi tiết | Semedo 36' · Sarabia 45+4' · Neves 66' | Sân vận động: Anfield Lượng khán giả: 53,259 Trọng tài: Paul Tierney |  |
| Ghi chú: Đội hình xuất phát (4-2-3-1): Jose Sa (GK) - Bueno - Kilman - Dawson - Semedo - Lemina - Neves (c) - Nunes - Moutinho - Sarabia - Jimenez |                                                       |          |                                        |                                                                      |  |

| 4 tháng 3, 2023 26 | Wolves                  | 1-0      | Tottenham      | Wolverhampton                                  |  |
| 22:00 UTC+7 | Neves 45+4' · Adama 82' | Chi tiết | Kulusevski 61' | Sân vận động: Molineux Trọng tài: Tim Robinson |  |
| Ghi chú: Đội hình xuất phát (4-3-3): Jose Sa (GK) - Jonny - Kilman - Dawson - Semedo - Nunes - Neves (c) - Lemina - Sarabia - Costa - Neto |                         |          |                |                                                |  |

### Cúp FA
Là một đội bóng thi đấu ở giải Ngoại hạng, Wolves sẽ bắt đầu chiến dịch FA Cup từ vòng 3. Tại vòng ba, đội bóng sẽ hành quân đến Anfield để đối đầu với nhà đương kim vô địch giải đấu, Liverpool.  Hòa 2-2 trong trận đấu chính thức, hai đội sẽ phải chơi trận đá lại tại sân vận động Molineux. Tại đó, Wolves đã thua đối thủ với tỉ số 0-1, qua đó dừng bước tại vòng ba.
| 8 tháng 1, 2023 Vòng 3 | Liverpool             | 2-2      | Wolves                                            | Liverpool                                                           |  |
| 03:00 UTC+7 | Núñez 45' · Salah 52' | Chi tiết | Guedes 26' · Jonny 62' · Hee Chan 66' · Lopetegui | Sân vận động: Anfield Lượng khán giả: 52,636 Trọng tài: Andy Madley |  |
| Ghi chú: Đội hình xuất phát (4-4-2): Sarkic (GK) - Jonny - Toti - Collins - Lembikisa - Ait-Nouri - Hodge - Neves (c) - Adama - Guedes - Jimenez |                       |          |                                                   |                                                                     |  |

| 18 tháng 1, 2023 Vòng 3 (đá lại) | Wolves    | 0-1      | Liverpool                                                | Wolverhampton                                                           |  |
| 02:45 UTC+7 | Adama 43' | Chi tiết | Elliott 13' · Thiago 57' · N. Phillips 71' · Gomez 90+2' | Sân vận động: Molineux Lượng khán giả: 30,948 Trọng tài: Andre Marriner |  |
| Ghi chú: Đội hình xuất phát (4-3-3): Jose Sa (GK) - Jonny - Toti - Collins - Lembikisa - Hodge - Neves (c) - Moutinho - Ait-Nouri - Jimenez - Adama |           |          |                                                          |                                                                         |  |

### Cúp EFL
Là một đội bóng ở giải Ngoại hạng nhưng không được tham dự cúp châu Âu, Wolves sẽ thi đấu ở cúp EFL từ vòng 2. Wolves có được chiến thắng trước đại diện đang thi đấu ở EFL Championship, Preston North End tại vòng 2.  Ở vòng 3, đội bóng sẽ đối đầu với Leeds United.  Vượt qua vòng ba sau chiến thắng trước Leeds, Wolves sẽ đối đầu với Gillingham ở vòng bốn trên sân nhà.  Đánh bại Gillingham, Wolves đã giành quyền tiến vào Tứ kết của giải đấu, tại đó đội bóng sẽ có chuyến làm khách đến sân của Nottingham Forest.  Wolves đã phải dừng chân tại Tứ kết sau khi thất bại sau loạt luân lưu trước Nottingham.
| 24 tháng 8, 2022 Vòng 2 | Wolves                               | 2-1      | Preston                       | Wolverhampton                                                           |  |
| 01:45 UTC+7 | Jiménez 8' · Traoré 29' · Semedo 72' | Chi tiết | Cunningham 21' · Woodburn 48' | Sân vận động: Molineux Lượng khán giả: 21,946 Trọng tài: Thomas Bramall |  |
| Ghi chú: Đội hình xuất phát (4-3-3): Sarkic (GK) - Ait-Nouri - Collins - Kilman (c) - Semedo - Moutinho - Dendoncker - Nunes - Hwang - Jimenez - Adama |                                      |          |                               |                                                                         |  |

| 10 tháng 11, 2022 Vòng 3 | Wolves        | 1-0      | Leeds | Wolverhampton                                                           |  |
| 02:45 UTC+7 | B. Traoré 85' | Chi tiết |       | Sân vận động: Molineux Lượng khán giả: 24,246 Trọng tài: Andre Marriner |  |
| Ghi chú: Đội hình xuất phát (4-3-3): Sarkic (GK) - Ait-Nouri - Kilman - Collins - Jonny - Hodge - Neves (c) - Ronan - Guedes - Hwang - Adama |               |          |       |                                                                         |  |

| 21 tháng 12, 2022 Vòng 4 | Wolves                                | 2-0      | Gillingham | Wolverhampton                                                              |  |
| 02:45 UTC+7 | Jiménez 77' (ph.đ.) · Aït-Nouri 90+1' | Chi tiết |            | Sân vận động: Molineux Lượng khán giả: 26,943 Trọng tài: Michael Salisbury |  |
| Ghi chú: Đội hình xuất phát (4-3-3): Jose Sa (GK) - Bueno - Kilman - Collins - Semedo - Hodge - Neves (c) - Moutinho - Podence - Costa - Guedes |                                       |          |            |                                                                            |  |

| 12 tháng 1, 2023 Tứ kết | Nottingham            | 1-1 (4-3 p)                             | Wolves                                                         | Nottingham                                                               |  |
| 02:45 UTC+7 | Boly 18' · Aurier 88' | Chi tiết                                | Kilman 37' · Jiménez 64' · Neves 74' · Nunes 88' · Podence 88' | Sân vận động: City Ground Lượng khán giả: 28,656 Trọng tài: Graham Scott |  |
| |                       | Loạt sút luân lưu                       |                                                                |                                                                          |  |
| Surridge · Freuler · Worrall · Gibbs-White · Colback                                                                                             |                       | Neves · Podence · Nunes · Cunha · Hodge |                                                                |                                                                          |  |
| Ghi chú: Đội hình xuất phát (5-2-3): Jose Sa (GK) - Ait-Nouri - Toti - Kilman - Jonny - Semedo - Moutinho (c) - Nunes - Hwang - Jimenez - Guedes |                       |                                         |                                                                |                                                                          |  |

## Thống kê đội hình

### Đội trưởng
Tính đến ngày 4 tháng 3 năm 2023
| Số áo | Vị trí | Cầu thủ       | Ngoại hạng Anh | Cúp FA | Cúp EFL | Tổng cộng |
| ----- | ------ | ------------- | -------------- | ------ | ------- | --------- |
| 8     | MF     | Rúben Neves   | 25             | 2      | 2       | 29        |
| 28    | MF     | João Moutinho | 1              | 0      | 1       | 2         |
| 23    | DF     | Max Kilman    | 0              | 0      | 1       | 1         |

### Số trận ra sân
Tính đến ngày 4 tháng 3 năm 2023
| Số áo                     | Vị trí | Cầu thủ            | Ngoại hạng Anh | Cúp FA | Cúp EFL | Khác | Tổng cộng |
| ------------------------- | ------ | ------------------ | -------------- | ------ | ------- | ---- | --------- |
| 1                         | GK     | José Sá            | 26             | 1      | 2       | 1    | 30        |
| 3                         | DF     | Rayan Aït-Nouri    | 9(10)          | 2      | 3(1)    | 4(1) | 18(12)    |
| 4                         | DF     | Nathan Collins     | 17(1)          | 2      | 3       | 5(1) | 27(2)     |
| 5                         | MF     | Mario Lemina       | 6(1)           | 0      | 0       | 0    | 6(1)      |
| 6                         | MF     | Boubacar Traoré    | 4(4)           | 0      | 0(1)    | 1    | 5(5)      |
| 7                         | FW     | Pedro Neto         | 9              | 0      | 0(1)    | 3    | 12(1)     |
| 8                         | MF     | Rúben Neves        | 25             | 2      | 2(2)    | 3    | 32(2)     |
| 9                         | FW     | Raúl Jiménez       | 5(6)           | 2      | 2(1)    | 2(2) | 11(9)     |
| 10                        | FW     | Daniel Podence     | 16(8)          | 0(1)   | 1(3)    | 4(2) | 21(14)    |
| 11                        | FW     | Hwang Hee-chan     | 9(8)           | 0(1)   | 3(1)    | 1(2) | 13(12)    |
| 12                        | FW     | Matheus Cunha      | 5(3)           | 0(2)   | 0(1)    | 0    | 5(6)      |
| 15                        | DF     | Craig Dawson       | 6              | 0      | 0       | 0    | 6         |
| 18                        | FW     | Saša Kalajdžić     | 1              | 0      | 0       | 0    | 1         |
| 19                        | DF     | Jonny              | 12(4)          | 2      | 2(1)    | 3    | 19(5)     |
| 20                        | FW     | Chiquinho          | 0              | 0      | 0       | 0    | 0         |
| 21                        | FW     | Pablo Sarabia      | 6(1)           | 0      | 0       | 0    | 6(1)      |
| 22                        | DF     | Nélson Semedo      | 19(5)          | 0(2)   | 3       | 2    | 24(7)     |
| 23                        | DF     | Max Kilman         | 26             | 0      | 4       | 4(1) | 34(1)     |
| 24                        | DF     | Toti               | 3(4)           | 2      | 1       | 3(2) | 9(6)      |
| 25                        | GK     | Daniel Bentley     | 0              | 0      | 0       | 0    | 0         |
| 27                        | MF     | Matheus Nunes      | 21(2)          | 0(2)   | 2(1)    | 0    | 23(5)     |
| 28                        | MF     | João Moutinho      | 18(6)          | 1      | 3(1)    | 5    | 27(7)     |
| 29                        | FW     | Diego Costa        | 9(5)           | 0(1)   | 1       | 2    | 12(6)     |
| 35                        | MF     | João Gomes         | 0(3)           | 0      | 0       | 0    | 0(3)      |
| 37                        | FW     | Adama Traoré       | 8(15)          | 2      | 2(2)    | 2    | 14(17)    |
| 59                        | MF     | Joe Hodge          | 1(4)           | 2      | 2(1)    | 4(3) | 9(8)      |
| 60                        | DF     | Alfie Pond         | 0              | 0      | 0       | 0(1) | 0(1)      |
| 61                        | DF     | Ollie Tipton       | 0              | 0      | 0       | 0(2) | 0(2)      |
| 62                        | GK     | James Storer       | 0              | 0      | 0       | 1    | 1         |
| 63                        | FW     | Nathan Fraser      | 0              | 0      | 0       | 0(1) | 0(1)      |
| 64                        | DF     | Hugo Bueno         | 12(2)          | 0(1)   | 1       | 4(3) | 17(6)     |
| 65                        | FW     | Lee Harkin         | 0              | 0      | 0       | 0(1) | 0(1)      |
| 66                        | MF     | Harvey Griffiths   | 0              | 0      | 0       | 1(6) | 1(6)      |
| 78                        | MF     | Jack Hodnett       | 0              | 0      | 0       | 0(1) | 0(1)      |
| 81                        | DF     | Dexter Lembikisa   | 0(1)           | 2      | 0(1)    | 1(5) | 3(7)      |
| 85                        | DF     | Harry Birtwistle   | 0              | 0      | 0       | 0(1) | 0(1)      |
| 87                        | FW     | Tyler Roberts      | 0              | 0      | 0       | 0(1) | 0(1)      |
| 94                        | FW     | Owen Farmer        | 0              | 0      | 0       | 0(2) | 0(2)      |
| Đã rời đội trong mùa giải |        |                    |                |        |         |      |           |
| 38                        | FW     | Theo Corbeanu      | 0              | 0      | 0       | 2(2) | 2(2)      |
| 16                        | DF     | Conor Coady        | 0              | 0      | 0       | 3(3) | 3(3)      |
| 18                        | MF     | Morgan Gibbs-White | 2              | 0      | 0       | 4    | 6         |
| 39                        | MF     | Luke Cundle        | 0              | 0      | 0       | 3(2) | 3(2)      |
| 15                        | DF     | Willy Boly         | 0              | 0      | 0       | 3(1) | 3(1)      |
| 32                        | MF     | Leander Dendoncker | 2(2)           | 0      | 1       | 3(1) | 6(3)      |
| 17                        | FW     | Gonçalo Guedes     | 8(5)           | 1      | 3(1)    | 1(1) | 13(7)     |
| 13                        | GK     | Matija Šarkić      | 0              | 1      | 2       | 3    | 6         |
| 25                        | MF     | Connor Ronan       | 0(1)           | 0      | 1       | 3(3) | 4(4)      |
| 14                        | DF     | Yerson Mosquera    | 0              | 0      | 0       | 3(3) | 3(3)      |
| 77                        | MF     | Chem Campbell      | 0(5)           | 0      | 0(1)    | 1(2) | 1(8)      |
| 55                        | GK     | Jackson Smith      | 0              | 0      | 0       | 3    | 3         |

### Bàn thắng
Tính đến ngày 4 tháng 3 năm 2023
| Số áo                     | Vị trí        | Cầu thủ            | Ngoại hạng Anh | Cúp FA | Cúp EFL | Khác | Tổng cộng |
| ------------------------- | ------------- | ------------------ | -------------- | ------ | ------- | ---- | --------- |
| 10                        | FW            | Daniel Podence     | 5              | 0      | 0       | 5    | 10        |
| 8                         | MF            | Rúben Neves        | 5              | 0      | 0       | 1    | 6         |
| 9                         | FW            | Raúl Jiménez       | 0              | 0      | 3       | 2    | 5         |
| 37                        | FW            | Adama Traoré       | 2              | 0      | 1       | 1    | 4         |
| 7                         | FW            | Pedro Neto         | 0              | 0      | 0       | 3    | 3         |
| 3                         | DF            | Rayan Aït-Nouri    | 1              | 0      | 1       | 0    | 2         |
| 11                        | FW            | Hwang Hee-chan     | 0              | 1      | 0       | 1    | 2         |
| 77                        | MF            | Chem Campbell      | 0              | 0      | 0       | 1    | 1         |
| 20                        | FW            | Chiquinho          | 0              | 0      | 0       | 1    | 1         |
| 23                        | DF            | Max Kilman         | 0              | 0      | 0       | 1    | 1         |
| 24                        | DF            | Toti               | 0              | 0      | 0       | 1    | 1         |
| 6                         | MF            | Boubacar Traoré    | 0              | 0      | 1       | 0    | 1         |
| 29                        | FW            | Diego Costa        | 0              | 0      | 0       | 1    | 1         |
| 64                        | DF            | Hugo Bueno         | 0              | 0      | 0       | 1    | 1         |
| 4                         | DF            | Nathan Collins     | 0              | 0      | 0       | 1    | 1         |
| 15                        | DF            | Craig Dawson       | 1              | 0      | 0       | 0    | 1         |
| 35                        | MF            | João Gomes         | 1              | 0      | 0       | 0    | 1         |
| 21                        | FW            | Pablo Sarabia      | 1              | 0      | 0       | 0    | 1         |
| Phản lưới nhà             | Phản lưới nhà | Phản lưới nhà      | 2              | 0      | 0       | 0    | 2         |
| Đã rời đội trong mùa giải |               |                    |                |        |         |      |           |
| 18                        | MF            | Morgan Gibbs-White | 0              | 0      | 0       | 1    | 1         |
| 6                         | MF            | Bruno Jordão       | 0              | 0      | 0       | 1    | 1         |
| 17                        | FW            | Gonçalo Guedes     | 1              | 1      | 0       | 0    | 2         |
| 14                        | DF            | Yerson Mosquera    | 0              | 0      | 0       | 1    | 1         |
| Tổng cộng                 | Tổng cộng     | Tổng cộng          | 19             | 2      | 6       | 23   | 50        |

### Kiến tạo
Tính đến ngày 25 tháng 2 năm 2023
| Số áo                     | Vị trí    | Cầu thủ            | Ngoại hạng Anh | Cúp FA | Cúp EFL | Khác | Tổng cộng |
| ------------------------- | --------- | ------------------ | -------------- | ------ | ------- | ---- | --------- |
| 22                        | DF        | Nélson Semedo      | 1              | 0      | 1       | 1    | 3         |
| 28                        | MF        | João Moutinho      | 2              | 0      | 0       | 1    | 3         |
| 3                         | DF        | Rayan Aït-Nouri    | 0              | 0      | 1       | 1    | 2         |
| 10                        | FW        | Daniel Podence     | 0              | 0      | 1       | 1    | 2         |
| 11                        | FW        | Hwang Hee-chan     | 1              | 0      | 1       | 0    | 2         |
| 9                         | FW        | Raúl Jiménez       | 1              | 0      | 0       | 1    | 2         |
| 19                        | DF        | Jonny              | 0              | 0      | 0       | 1    | 1         |
| 27                        | MF        | Matheus Nunes      | 1              | 0      | 0       | 0    | 1         |
| 64                        | DF        | Hugo Bueno         | 1              | 0      | 0       | 0    | 1         |
| 6                         | MF        | Boubacar Traoré    | 1              | 0      | 0       | 0    | 1         |
| 29                        | FW        | Diego Costa        | 0              | 0      | 0       | 1    | 1         |
| 12                        | FW        | Matheus Cunha      | 0              | 0      | 0       | 1    | 1         |
| 37                        | FW        | Adama Traoré       | 1              | 0      | 0       | 0    | 1         |
| Đã rời đội trong mùa giải |           |                    |                |        |         |      |           |
| 18                        | MF        | Morgan Gibbs-White | 0              | 0      | 0       | 1    | 1         |
| 17                        | FW        | Patrick Cutrone    | 0              | 0      | 0       | 1    | 1         |
| 15                        | DF        | Willy Boly         | 0              | 0      | 0       | 1    | 1         |
| 25                        | MF        | Connor Ronan       | 0              | 0      | 0       | 2    | 2         |
| 17                        | FW        | Gonçalo Guedes     | 1              | 0      | 0       | 0    | 1         |
| Tổng cộng                 | Tổng cộng | Tổng cộng          | 10             | 0      | 4       | 13   | 27        |

### Thẻ phạt
Tính đến ngày 4 tháng 3 năm 2023
| Số áo                     | Vị trí    | Cầu thủ            | Ngoại hạng Anh | Ngoại hạng Anh | Cúp FA   | Cúp FA | Cúp EFL  | Cúp EFL | Khác     | Khác   | Tổng cộng | Tổng cộng |
| Số áo                     | Vị trí    | Cầu thủ            | Thẻ vàng       | Thẻ đỏ         | Thẻ vàng | Thẻ đỏ | Thẻ vàng | Thẻ đỏ  | Thẻ vàng | Thẻ đỏ | Thẻ vàng  | Thẻ đỏ    |
| ------------------------- | --------- | ------------------ | -------------- | -------------- | -------- | ------ | -------- | ------- | -------- | ------ | --------- | --------- |
| 8                         | MF        | Rúben Neves        | 9              | 0              | 0        | 0      | 1        | 0       | 1        | 0      | 11        | 0         |
| 22                        | DF        | Nélson Semedo      | 6              | 1              | 0        | 0      | 1        | 0       | 0        | 0      | 7         | 1         |
| 10                        | FW        | Daniel Podence     | 4              | 0              | 0        | 0      | 1        | 0       | 1        | 1      | 6         | 1         |
| 4                         | DF        | Nathan Collins     | 2              | 1              | 0        | 0      | 0        | 0       | 0        | 0      | 2         | 1         |
| 29                        | FW        | Diego Costa        | 2              | 1              | 0        | 0      | 0        | 0       | 0        | 0      | 2         | 1         |
| 3                         | DF        | Rayan Aït-Nouri    | 4              | 0              | 0        | 0      | 0        | 0       | 1        | 0      | 5         | 0         |
| 28                        | MF        | João Moutinho      | 2              | 0              | 0        | 0      | 0        | 0       | 2        | 0      | 4         | 0         |
| 19                        | DF        | Jonny              | 3              | 0              | 1        | 0      | 0        | 0       | 0        | 0      | 4         | 0         |
| 23                        | DF        | Max Kilman         | 3              | 0              | 0        | 0      | 1        | 0       | 0        | 0      | 4         | 0         |
| 5                         | MF        | Mario Lemina       | 1              | 0(1)           | 0        | 0      | 0        | 0       | 0        | 0      | 1         | 0(1)      |
| 7                         | FW        | Pedro Neto         | 1              | 0              | 0        | 0      | 0        | 0       | 1        | 0      | 2         | 0         |
| 6                         | MF        | Boubacar Traoré    | 2              | 0              | 0        | 0      | 0        | 0       | 0        | 0      | 2         | 0         |
| 24                        | DF        | Toti               | 2              | 0              | 0        | 0      | 0        | 0       | 0        | 0      | 2         | 0         |
| 27                        | MF        | Matheus Nunes      | 1              | 0              | 0        | 0      | 1        | 0       | 0        | 0      | 2         | 0         |
| 21                        | FW        | Pablo Sarabia      | 2              | 0              | 0        | 0      | 0        | 0       | 0        | 0      | 2         | 0         |
| 59                        | MF        | Joe Hodge          | 1              | 0              | 0        | 0      | 0        | 0       | 0        | 0      | 1         | 0         |
| 64                        | DF        | Hugo Bueno         | 1              | 0              | 0        | 0      | 0        | 0       | 0        | 0      | 1         | 0         |
| 11                        | FW        | Hwang Hee-chan     | 1              | 0              | 0        | 0      | 0        | 0       | 0        | 0      | 1         | 0         |
| 37                        | FW        | Adama Traoré       | 0              | 0              | 1        | 0      | 0        | 0       | 0        | 0      | 1         | 0         |
| 15                        | DF        | Craig Dawson       | 1              | 0              | 0        | 0      | 0        | 0       | 0        | 0      | 1         | 0         |
| 35                        | MF        | João Gomes         | 1              | 0              | 0        | 0      | 0        | 0       | 0        | 0      | 1         | 0         |
| Đã rời đội trong mùa giải |           |                    |                |                |          |        |          |         |          |        |           |           |
| 16                        | DF        | Conor Coady        | 0              | 0              | 0        | 0      | 0        | 0       | 2        | 0      | 2         | 0         |
| 18                        | MF        | Morgan Gibbs-White | 1              | 0              | 0        | 0      | 0        | 0       | 0        | 0      | 1         | 0         |
| 32                        | MF        | Leander Dendoncker | 0              | 0              | 0        | 0      | 0        | 0       | 1        | 0      | 1         | 0         |
| 17                        | FW        | Gonçalo Guedes     | 1              | 0              | 0        | 0      | 0        | 0       | 0        | 0      | 1         | 0         |
| 14                        | DF        | Yerson Mosquera    | 0              | 0              | 0        | 0      | 0        | 0       | 2        | 1      | 2         | 1         |
| 77                        | MF        | Chem Campbell      | 0              | 0              | 0        | 0      | 0        | 0       | 1        | 0      | 1         | 0         |
| Tổng cộng                 | Tổng cộng | Tổng cộng          | 41             | 3(1)           | 2        | 0      | 5        | 0       | 12       | 2      | 70        | 5(1)      |

### Giữ sạch lưới (Thủ môn)
Tính đến ngày 4 tháng 3 năm 2023
| Số áo                     | Cầu thủ        | Ngoại hạng Anh | Cúp FA | Cúp EFL | Khác | Tổng cộng |
| ------------------------- | -------------- | -------------- | ------ | ------- | ---- | --------- |
| 1                         | José Sá        | 7              | 0      | 1       | 0    | 8         |
| 25                        | Daniel Bentley | 0              | 0      | 0       | 0    | 0         |
| Đã rời đội trong mùa giải |                |                |        |         |      |           |
| 13                        | Matija Šarkić  | 0              | 0      | 1       | 1    | 2         |
| 55                        | Jackson Smith  | 0              | 0      | 0       | 1    | 1         |
| Tổng cộng                 | Tổng cộng      | 7              | 0      | 2       | 2    | 11        |

## Giải thưởng và Thành tích

### Giải thưởng

#### Câu lạc bộ

##### WolvesCastore Player of the Month
Giải thưởng được trao hàng tháng cho cầu thủ có màn trình diễn xuất sắc nhất tháng, được bình chọn bởi các cổ động viên trên Wolves.co.uk
| Tháng    | Cầu thủ         | Ứng viên                                                                  | Nguồn           |
| -------- | --------------- | ------------------------------------------------------------------------- | --------------- |
| Tháng 8  | Rúben Neves     | Rúben Neves Nathan Collins Max Kilman                                     | [ 111 ] [ 112 ] |
| Tháng 9  | Rúben Neves     | Rúben Neves Matheus Nunes Daniel Podence                                  | [ 113 ] [ 114 ] |
| Tháng 10 | Hugo Bueno      | Hugo Bueno Rúben Neves Adama Traoré Daniel Podence                        | [ 115 ] [ 116 ] |
| Tháng 11 | -               | -                                                                         | -               |
| Tháng 12 | Rayan Aït-Nouri | Rayan Aït-Nouri José Sá Rúben Neves Daniel Podence                        | [ 117 ] [ 118 ] |
| Tháng 1  | Daniel Podence  | Daniel Podence Nathan Collins Rúben Neves Matheus Nunes                   | [ 119 ] [ 120 ] |
| Tháng 2  | Mario Lemina    | Mario Lemina Craig Dawson Rúben Neves Nélson Semedo José Sá Pablo Sarabia | [ 121 ] [ 122 ] |

#### Khác
| Ngày       | Cầu thủ        | Giải thưởng                                 | Nguồn  |
| ---------- | -------------- | ------------------------------------------- | ------ |
| 13/8/2022  | José Sá        | Cầu thủ xuất sắc nhất trận (Premier League) | WOLFUL |
| 3/9/2022   | Daniel Podence | Cầu thủ xuất sắc nhất trận (Premier League) | WOLSOU |
| 15/10/2022 | José Sá        | Cầu thủ xuất sắc nhất trận (Premier League) | WOLNFO |
| 26/12/2022 | João Moutinho  | Cầu thủ xuất sắc nhất trận (Premier League) | EVEWOL |
| 14/1/2023  | Max Kilman     | Cầu thủ xuất sắc nhất trận (Premier League) | WOLWHU |
| 4/2/2023   | Rúben Neves    | Cầu thủ xuất sắc nhất trận (Premier League) | WOLLIV |
| 11/2/2023  | João Gomes     | Cầu thủ xuất sắc nhất trận (Premier League) | SOUWOL |
| 25/2/2023  | Rúben Neves    | Cầu thủ xuất sắc nhất trận (Premier League) | FULWOL |
| 4/3/2023   | José Sá        | Cầu thủ xuất sắc nhất trận (Premier League) | WOLTOT |

### Thành tích
| Thành tích                           | Trận đấu                    | Ngày       | Chi tiết |
| ------------------------------------ | --------------------------- | ---------- | -------- |
| Trận thắng đậm nhất (sân nhà)        | Wolves 3-0 Liverpool        | 4/2/2023   |          |
| Trận thắng đậm nhất (sân khách)      | Everton 1-2 Wolves          | 26/12/2022 |          |
| Trận thua đậm nhất (sân nhà)         | Wolves 0-4 Leicester        | 23/10/2022 |          |
| Trận thua đậm nhất (sân khách)       | Chelsea 3-0 Wolves          | 8/10/2022  |          |
| Trận đấu có nhiều bàn thắng nhất     | Wolves 2-3 Brighton (5)     | 5/11/2022  |          |
| Trận đấu có lượng khán giả cao nhất  | Wolves 0-2 Arsenal (34,624) | 13/11/2022 |          |
| Trận đấu có lượng khán giả thấp nhất | Wolves 2-1 Preston (21,946) | 24/8/2022  |          |